# Initiative populaire « pour douze dimanches par année sans véhicules à moteur ni avions »
L'initiative populaire « pour douze dimanches par année sans véhicules à moteur ni avions », dite « Initiative de Berthoud », est une initiative populaire suisse, rejetée par le peuple et les cantons le 28 mai 1978.

## Contenu
L'initiative demande d'ajouter un article 37quarter à la Constitution fédérale pour interdire, le deuxième dimanche de chaque mois, « toute circulation privée utilisant un moteur ».
Le texte complet de l'initiative peut être consulté sur le site de la Chancellerie fédérale.

## Déroulement

### Contexte historique
La compétence de restreindre la circulation relève du domaine de la Confédération en ce qui concerne le transport routier et aérien selon l'article 37 de la Constitution ; la même compétence liée à la navigation relève de l'article 24 de la Constitution. À ce titre, plusieurs propositions ont déjà été faites au gouvernement fédéral pour interdire la circulation pendant certains dimanches.
Les premières propositions dans ce sens sont faites pour interdire la circulation routière le dimanche du Jeûne fédéral ; cette proposition est rejetée par le Conseil fédéral. La seule interdiction formelle dans ce sens est instaurée le 13 novembre 1962 ; depuis cette date, la circulation des camions servant au transport de marchandises est interdite le dimanche et les jours fériés.
Une réponse négative est donnée à différentes demandes transmises à la suite de l'instauration d'une interdiction totale de la circulation pendant trois dimanches en novembre et décembre 1973 en raison de la pénurie de carburant. C'est dans la lignée de ces demandes qu'un groupe d'étudiants au technicum de Berthoud lance la présente initiative qui prendra par la suite le surnom d'« initiative de Berthoud » (ou Burgdorf en allemand) en mémoire de son origine.
Pendant cette même année 1974, pas moins de 5 initiatives populaires liées à la protection de l'environnement sont déposées : outre cette initiative, on trouve en effet l'initiative populaire « Démocratie dans la construction des routes nationales » (rejetée en février 1978), l'initiative populaire « contre la pollution atmosphérique causée par les véhicules à moteur » (rejetée en septembre 1977), l'initiative populaire « Développement des chemins et sentiers » (dont le contre-projet est accepté en février 1979) et enfin l'initiative populaire « contre le bruit des routes » (retirée en 1979). Cette liste marque, selon un rapport de l'IDHEAP « une prise de conscience populaire de la fragilité de la nature ».

### Récolte des signatures et dépôt de l'initiative
La récolte des 50 000 signatures nécessaires a débuté le 5 juin 1973. Le 26 septembre de l'année suivante, l'initiative a été déposée à la chancellerie fédérale qui l'a déclarée valide le 22 octobre.

### Discussions et recommandations des autorités
Pendant la période de traitement de cette initiative, plusieurs interventions parlementaires sont adressées au gouvernement. En particulier, le Conseiller national Franz Jaeger dépose une initiative parlementaire demandant l'interdiction totale de la circulation pendant 8 dimanches par mois.
Le Conseil fédéral et le parlement recommandent tous deux le rejet de cette initiative. Dans son message adressé à l'assemblée, le Conseil fédéral reconnait comme avantage la libération des routes pour les piétons et les cyclistes pendant ces dimanches, mais relève toute une série d'inconvénients que cela soit pour les automobiles (où les habitants des régions périphériques mal desservis par les transports publics seraient fortement pénalisés et où le trafic touristique serait rendu impossible), la navigation (où l'interdiction serait en contradiction avec les traités de navigation conclus avec les pays voisins) ou l'aviation (où les aéroports seraient durement touchés).

### Votation
Soumise à la votation le 28 mai 1978, l'initiative est refusée par la totalité des 19 6/2 cantons et 63,7 % des suffrages exprimés. Le tableau ci-dessous détaille les résultats par cantons :
Néanmoins, 3 209 habitants de Berthoud où a démarré l'initiative l'ont acceptée, contre 2 531 qui l'ont refusée.

## Effets
Après le refus en votation populaire de cette initiative, la proposition de Franz Jaeger est à son tour rejetée par le Conseil national en faveur d'une contre-proposition faite par Remigius Kaufmann limitant l'interdiction uniquement au jour du Jeûne fédéral ; cette nouvelle proposition est classée sans suite après une procédure de consultation montrant un clair rejet de la part des partenaires interrogés.
Après plusieurs autres propositions, toutes refusées par le parlement, une nouvelle initiative « pour un dimanche sans voitures par saison - un essai limité à quatre ans » est déposée en 1998 pour interdire le trafic motorisé pendant un dimanche par saison ; elle est rejetée en votation populaire le 18 mai 2003.